# Skórka (Grande-Pologne)
Pour les articles homonymes, voir Skórka.
Skórka (prononciation : [ˈskurka], en allemand : Schönfeld) est un  village polonais de la gmina de Krajenka dans le powiat de Złotów de la voïvodie de Grande-Pologne dans le centre-ouest de la Pologne.
Il se situe à environ 13 kilomètres au sud-ouest de Krajenka (siège de la gmina), 19 kilomètres au sud-ouest de Złotów (siège du powiat), et à 92 kilomètres au nord de Poznań (capitale de la Grande-Pologne).

## Histoire
De 1975 à 1998, le village faisait partie du territoire de la voïvodie de Piła.

Depuis 1999, Skórka est situé dans la voïvodie de Grande-Pologne.
Le village possède une population de 530 habitants.